# Метцгерієві
Метцгерієві (Metzgeriaceae) — родина талозових печіночників порядку метцгеріальних. Види можуть бути однодомними або дводомними.

## Роди
Роди:
- Apometzgeria Kuwah.
- Metzgeria Raddi (212)
- Steerella Kuwah. (2)
- Vandiemenia Hewson

Цифри в дужках — прибл. скільки видів у роді.